# Мавринск
Мавринск — село в Солнечном районе Хабаровского края. Входит в состав Хурмулинского сельского поселения.

## География
Село находится на расстоянии 43 км к северо-северо-востоку от пгт Солнечный и 60 км к северу от Комсомольска-на-Амуре, окружено тайгой.
В селе расположен разъезд Мавринский на БАМе, от него отходит ветка в посёлок Домостроительный Завод (2,5 км к юго-западу). Через село также проходит автодорога Комсомольск-на-Амуре — Полины Осипенко.

## Население
| 2002 | 2010 | 2011 | 2012 | 2021 |
| ---- | ---- | ---- | ---- | ---- |
| 13   | ↘2   | →2   | ↘0   | →0   |